# Ernst Legal

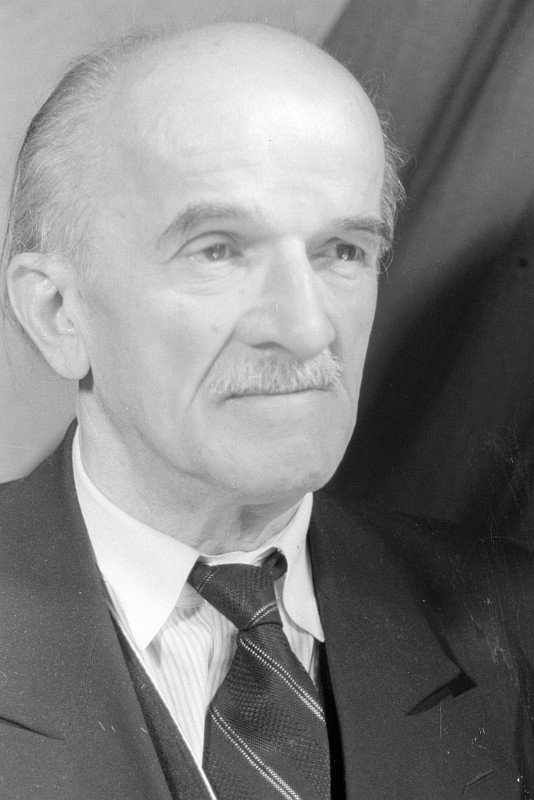
Ernst Legal, 1945

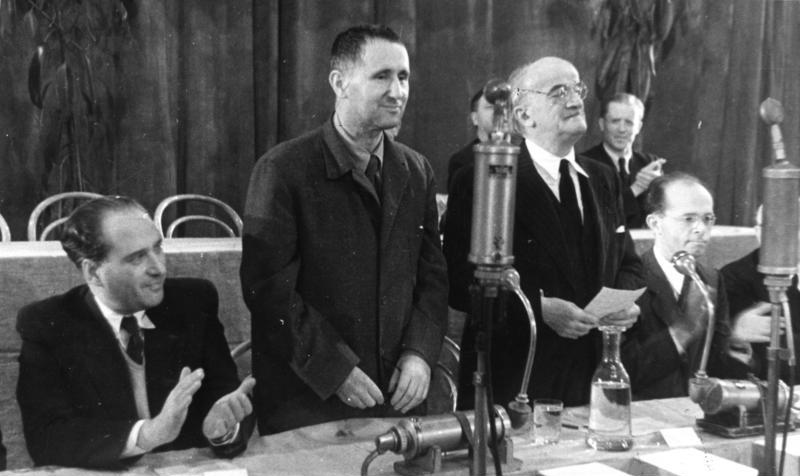
Von links nach rechts: Julius Hay, Bertolt Brecht, Ernst Legal, Alexander Abusch (1948)

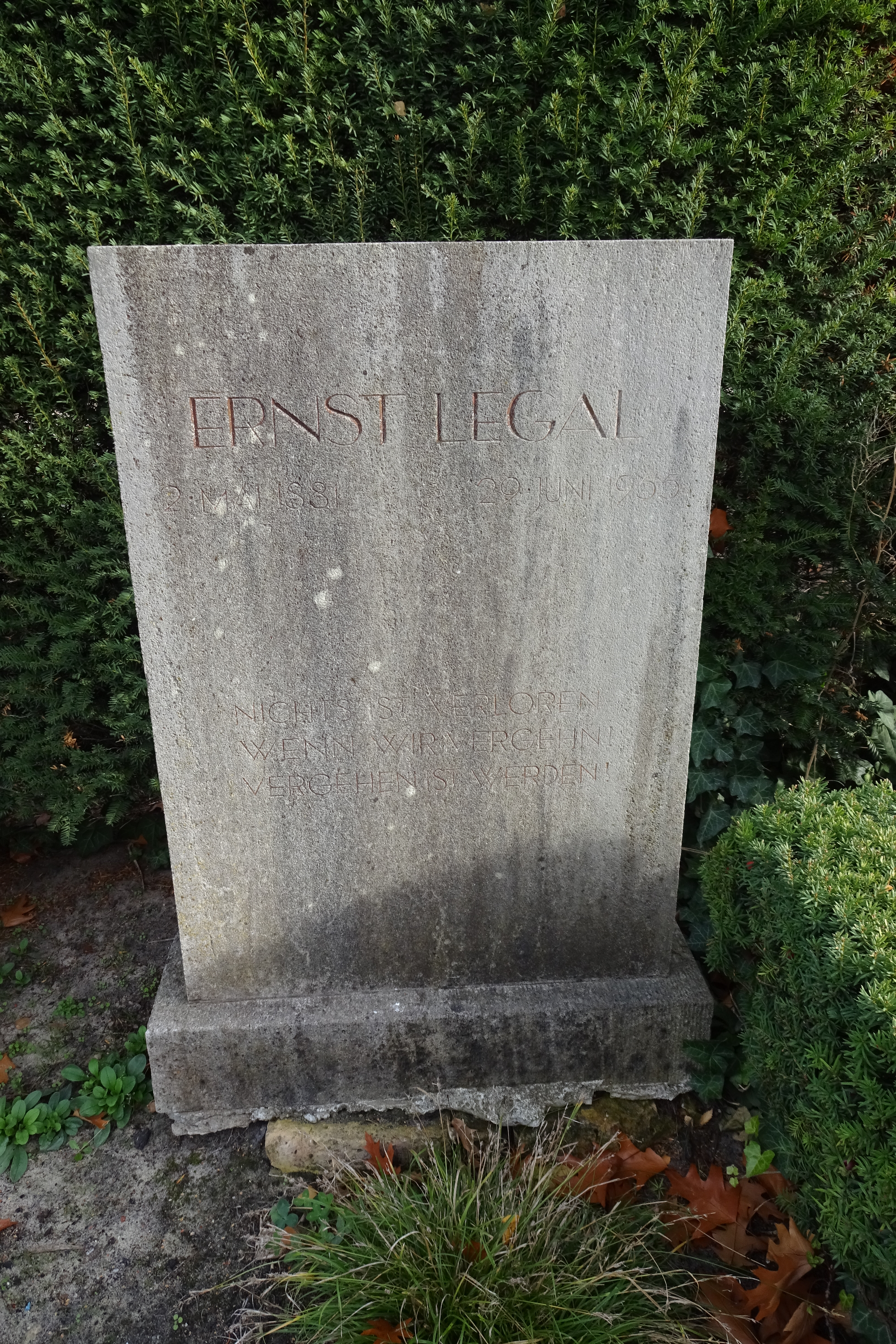
Grabstätte

Ernst Otto Eduard Legal (* 2. Mai 1881 in Schlieben; † 29. Juni 1955 in Berlin) war ein deutscher Schauspieler, Regisseur und Intendant.

## Leben
Ernst Legal, der auf der Bühne ebenso wie beim Film arbeitete, war Oberspielleiter des Schauspiels in Wiesbaden, wo er 1918 im Zuge der Novemberrevolution vom neu gegründeten Künstlerrat zum neuen Intendanten gewählt wurde. Nach seiner Absetzung wirkte er in Darmstadt von 1924 bis 1927 auch als Theaterregisseur und Intendant. 1927/28 war er Intendant in Kassel, 1931/32 am Staatlichen Schauspielhaus Berlin und später am Hebbeltheater in Berlin-Kreuzberg. Von 1938 bis 1944 war er Regisseur am Berliner Schillertheater. Im Film wurde er dank seiner markanten Gesichtszüge ein beliebter Nebendarsteller, der 1936 in dem Film Straßenmusik erstmals auch in einer Hauptrolle zu sehen war. Eine weitere größere Rolle folgte 1937/38 in den Film Musketier Meier III. Legal stand 1944 in der Gottbegnadeten-Liste des Reichsministeriums für Volksaufklärung und Propaganda.
In den Jahren 1945–1952 war Legal Intendant der Deutschen Staatsoper in Berlin. Als Regisseur des Ost-Berliner Deutschen Theaters (1947–1951), als Gründungsmitglied des Kulturbundes und mit seiner Unterstützung der Berliner Volksbühnenbewegung übte er einen wichtigen Einfluss auf das Kulturleben der jungen DDR aus. Seine letzte größere Filmrolle hatte er 1946/47 in dem DEFA-Film Kein Platz für Liebe. 1950 wurden seine Arbeitsbedingungen unter der Stalinisierung zunehmend schwierig und in der Kontroverse um Bertolt Brechts Oper Die Verurteilung des Lukullus trat er 1952 zermürbt von seinen Ämtern zurück. Der in Berlin-Friedenau lebende Legal war „Grenzgänger“. Auf eine Nebenrolle in Wolfgang Staudtes Film Der Untertan (1951) folgten noch einige Filmproduktionen in Westdeutschland. In seinem Todesjahr 1955 trat Legal zum letzten Mal in einem Film auf.
Legal war Abgeordneter des 1. und 2. Deutschen Volksrates.
Ernst Legal ist Vater der 1908 in Berlin geborenen DEFA-Schauspielerin Marga (Margarete) Legal, die wegen ihres jüdischen Großvaters unter dem Nationalsozialismus Arbeitsverbot erhielt und während ihrer Emigration in Prag lebte. Sein Enkel war der Schauspieler und Intendant Heinz Klevenow junior.
Ernst Legal starb 1955 im Alter von 74 Jahren in Berlin. Seine Grabstätte befindet sich auf dem Friedhof Zehlendorf (Feld 6-46). Die letzte Ruhestätte von Ernst Legal war von 1987 bis 2009 als Ehrengrab des Landes Berlin gewidmet.

## Filmografie
- 1920: Der Richter von Zalamea (Regie: Ludwig Berger)
- 1921: Der Roman der Christine von Herre (Regie: Ludwig Berger)
- 1922/24: Die Nibelungen. 2. Teil: Kriemhilds Rache (Regie: Fritz Lang)
- 1923: Friedrich Schiller (Regie: Curt Goetz)
- 1924: Das Wachsfigurenkabinett (Regie: Paul Leni, Leo Birinski)
- 1930: Es gibt eine Frau, die Dich niemals vergißt (Regie: Leo Mittler)
- 1933: Der Judas von Tirol (Regie: Franz Osten) – Dialog-Regie
- 1934: Hanneles Himmelfahrt (Regie: Thea von Harbou)
- 1934: Altgermanische Bauernkultur (Regie: Franz Osten)
- 1934: Schachmatt (Regie: Philipp Lothar Mayring) – Kurzfilm
- 1934: Jede Frau hat ein Geheimnis (Regie: Max Obal)
- 1934: Ich sehne mich nach Dir (Regie: Johannes Riemann)
- 1934: Die Liebe siegt (Regie: Georg Zoch)
- 1934: Die Freundin eines großen Mannes (Regie: Paul Wegener)
- 1934: Charleys Tante (Regie: Robert A. Stemmle)
- 1934: Hanneles Himmelfahrt
- 1935: Hundert Tage
- 1935: Ännchen von Tharau (Regie: Rolf Randolf)
- 1935: Kater Lampe (Regie: Veit Harlan)
- 1935: Einer zuviel an Bord
- 1935: Der Mann mit der Pranke (Regie: Rudolf van der Noss)
- 1935: August der Starke (Regie: Paul Wegener)
- 1935: Anschlag auf Schweda (Regie: Karlheinz Martin)
- 1935: Traumulus (Regie: Carl Froelich)
- 1936: Straßenmusik (Regie: Hans Deppe)
- 1936: Sein bester Freund (Regie: Harry Piel)
- 1936: Maria, die Magd (Regie: Veit Harlan)
- 1936: Kinderarzt Dr. Engel (Regie: Johannes Riemann)
- 1936: Intermezzo (Regie: Josef von Baky)
- 1937: Die gläserne Kugel (Regie: Peter Stanchina)
- 1937: Zu neuen Ufern (Regie: Detlef Sierck)
- 1937: Wenn Frauen schweigen (Regie: Fritz Kirchhoff)
- 1937: Sieben Ohrfeigen (Regie: Paul Martin)
- 1937: Musketier Meier III (Regie: Joe Stöckel)
- 1937: Gabriele eins, zwei, drei (Regie: Rolf Hansen)
- 1937: Ein Volksfeind (Regie: Hans Steinhoff)
- 1937: Die göttliche Jette (Regie: Erich Waschneck)
- 1937: Die Umwege des schönen Karl (Regie: Carl Froelich)
- 1937: Der Mustergatte (Regie: Wolfgang Liebeneiner)
- 1937: Der Mann, der Sherlock Holmes war (Regie: Karl Hartl)
- 1937: Der Berg ruft (Regie: Luis Trenker)
- 1937: Das große Abenteuer (Regie: Johannes Meyer)
- 1937: Brillanten (Regie: Eduard von Borsody)
- 1938: Das Mädchen mit dem guten Ruf (Regie: Hans Schweikart)
- 1938: Andalusische Nächte (Regie: Herbert Maisch)
- 1938: Die fromme Lüge
- 1938: Unsere kleine Frau (Regie: Paul Verhoeven)
- 1938: Tanz auf dem Vulkan (Regie: Hans Steinhoff)
- 1938: Spiel im Sommerwind (Regie: Roger von Norman)
- 1938: Diskretion – Ehrensache (Regie: Johannes Meyer)
- 1938: Der Tag nach der Scheidung (Regie: Paul Verhoeven)
- 1938: Das unsterbliche Herz (Regie: Veit Harlan)
- 1938: Das Leben kann so schön sein (Regie: Rolf Hansen)
- 1938/47: Altes Herz geht auf die Reise (Regie: Carl Junghans)
- 1939: Meine Tante, deine Tante (Regie: Carl Boese)
- 1939: Kennwort Machin (Regie: Erich Waschneck)
- 1939: Die Reise nach Tilsit (Regie: Veit Harlan)
- 1939: Der Florentiner Hut (Regie: Wolfgang Liebeneiner)
- 1939/41: Pedro soll hängen (Regie: Veit Harlan)
- 1940: Der dunkle Punkt (Regie: Georg Zoch)
- 1941: Jakko (Regie: Fritz Peter Buch)
- 1941: Komödianten (Regie: Georg Wilhelm Pabst)
- 1941: Ich klage an (Regie: Wolfgang Liebeneiner)
- 1941: Heimaterde (Regie: Hans Deppe)
- 1941: Ein Windstoß (Regie: Walter Felsenstein)
- 1942: Die goldene Stadt (Regie: Veit Harlan)
- 1942: Rembrandt (Regie: Hans Steinhoff)
- 1942: Andreas Schlüter (Regie: Herbert Maisch)
- 1942: Symphonie eines Lebens (Regie: Hans Bertram)
- 1942: Der große Schatten (Regie: Paul Verhoeven)
- 1943: Romanze in Moll (Regie: Helmut Käutner)
- 1943: Lache Bajazzo (Regie: Leopold Hainisch, Giuseppe Fatigati)
- 1943: Immensee (Regie: Veit Harlan)
- 1943: Das Ferienkind (Regie: Karl Hans Leiter)
- 1943: Gefährlicher Frühling (Regie: Hans Deppe)
- 1943: Das schwarze Schaf (Regie: Miroslav Cikán)
- 1944: Sieben Briefe (Regie: Vladimir Slavínský)
- 1944: Glück unterwegs (Regie: Miroslav Cikán)
- 1944: Die heimlichen Bräute (Regie: Johannes Meyer)
- 1944: Die Degenhardts (Regie: Werner Klingler)
- 1944: Der Verteidiger hat das Wort (Regie: Werner Klingler)
- 1944: Spiel (Regie: Alfred Stöger)
- 1944: Leb’ wohl, Christina (Regie: Gustav Fröhlich)
- 1944: Dir zuliebe (Regie: Martin Frič)
- 1944/48: Eine reizende Familie (Regie: Erich Waschneck)
- 1944/48: Frech und verliebt (Regie: Hans Schweikart)
- 1944/50: Mein Herz gehört Dir (Regie: Rolf Hansen)
- 1944/52: Das Mädchen Juanita (Regie: Wolfgang Staudte)
- 1945: Das Leben geht weiter (Regie: Wolfgang Liebeneiner)
- 1947: Kein Platz für Liebe (Regie: Hans Deppe)
- 1948: Die seltsamen Abenteuer des Herrn Fridolin B. (Regie: Wolfgang Staudte)
- 1948: Und wieder 48 (Regie: Gustav von Wangenheim)
- 1949: Figaros Hochzeit (Regie: Georg Wildhagen)
- 1950: Es kommt ein Tag (Regie: Rudolf Jugert)
- 1951: Der Untertan (Regie: Wolfgang Staudte)
- 1952: Karriere in Paris
- 1953: Jonny rettet Nebrador (Regie: Rudolf Jugert)
- 1953: Die Stärkere (Regie: Wolfgang Liebeneiner), Cameo-Auftritt
- 1953: Der verzauberte Königssohn (Regie: Franz Fiedler)
- 1954: Roman eines Frauenarztes (Regie: Falk Harnack)
- 1955: Der Himmel ist nie ausverkauft (Regie: Alfred Weidenmann)

## Theater

### Regie
- 1948: Stefan Brodwin: Der Feigling (auch Rolle als Patient) (Deutsches Theater Berlin – Kammerspiele)
- 1948: Alexander Ostrowski: Wölfe und Schafe (Deutsches Theater Berlin)
- 1950: Ferdinand Raimund: Der Bauer als Millionär (Theater am Schiffbauerdamm, Berlin)
- 1954: Nikolai Rimski-Korsakow: Sadko  (Deutsche Staatsoper Berlin)

### Schauspieler
- 1952: Maxim Gorki: Die Feinde (Lewschin) – Regie: Fritz Wisten (Theater am Schiffbauerdamm)

## Hörspiele
- 1948: George Bernard Shaw: Der Kaiser von Amerika – Regie: Alfred Braun (Berliner Rundfunk)
- 1949: Arthur Miller: Alle meine Söhne (Vater) – Regie: Günter Osswald (Berliner Rundfunk)
- 1950: Karl Georg Egel: Das Hauptbuch der Solvays – Regie: Gottfried Herrmann (Berliner Rundfunk)
- 1951: Karl-Georg Egel: Einer von unseren Tagen – Regie: Gottfried Herrmann (Berliner Rundfunk)
- 1951: Egon Erwin Kisch: Landung verboten – Regie: Werner Stewe (Berliner Rundfunk)